# Хименес де Сиснерос, Гарсия
Гарси́я Химе́нес де Сисне́рос (исп. García Jiménez de Cisneros; 1455, Сиснерос — 27 ноября 1510, Монсеррат) — реформатор бенедиктинского монастыря Монсеррат, один из представителей «нового благочестия». Автор книги «Сборник упражнений в жизни духовной», которая могла оказать влияние на «Духовные упражнения» Игнатия Лойолы.

## Биография
Гарсия Хименес де Сиснерос являлся с 1475 года приором монастыря святого Бенедикта в Вальядолиде. В 1489—1490 годах провёл несколько месяцев в командировке в Рим, чтобы испросить подтверждения старинных прав и привилегий монастыря св. Бенедикта.
В 1493 году монастырь Монсеррат неподалёку от Барселоны был понижен в статусе с уровня аббатства до приората и подчинён монастырю из Вальядолида. Для осуществления преобразований в каталонский монастырь прибыли 14 монахов, одним из которых являлся Гарсия Хименес де Сиснерос. Прежний настоятель Хуан де Перальта, безуспешно добивавшийся включения монастыря в Конгрегацию кассинезе (созданную Людовико Барбо), был перемещён на должность епископа Вика. Спустя месяц после прибытия монахов, 3 июля, Гарсия был избран приором Монсеррата. 
Будучи двоюродным братом Франсиско Хименеса де Сиснероса, являвшегося на тот момент духовником Изабеллы I Кастильской, архиепископом Толедо и примасом Испании, в 1496 году по поручению католических королей Гарсия выполнял некую деликатную дипломатическую миссию при дворе французского короля Карла VIII. В 1499 году ему удалось вернуть монастырю Монсеррат статус аббатства.

## Творчество
Хименес де Сиснерос осуществлял большую издательскую деятельность. В период 1497—1498 гг. ему удалось издать несколько книг в Барселоне. В их числе были труды Исаака Сирина, переведённые с латыни на кастильское наречие Бернардо Бойлем и опубликованные под названием «De ordinatione animae». С 4 февраля 1499 до 15 ноября 1500 года в монастыре Монсеррат действовала собственная типография по договору с немцем Иоганном Люшнером. За это время были изданы 15 книг, среди которых произведения Бонавентуры, Герхарда из Зютфена, Фомы Кемпийского и самого аббата.
Аббат Монсеррата был автором целого ряда сочинений, регулировавших жизнь монастыря. Это «Конституции монсерратских отшельников» (не позднее 1494 года), «Правило для мальчиков-хористов», «Обычаи и обряды Монсеррата». Но наибольшую роль в истории религии сыграли напечатанные в 1500 году произведения «Директорий канонических часов» и «Сборник упражнений в жизни духовной», являющиеся образцами литературы движения «новое благочестие» .
«Директорий канонических часов» представляет собой упрощённую версию некоторых глав из «Розария духовных упражнений» Жана Момбера (1494 год). «Сборник упражнений в жизни духовной» был назван самим автором компиляцией. Однако исследователи обнаружили, что источником для книги послужили труды 17 авторов, принадлежащих к пяти разным интеллектуальным течениям, что заставляет признать за этой работой творческий характер. На основе обоих сочинений была составлена упрощённая версия под названием «Краткий компендий Духовных упражнений», автор которого неизвестен. Устная традиция приписывает авторство самому аббату Сиснеросу. Однако «Краткий компендий» имеет филологические особенности, заставляющие предположить авторство за другим лицом, жившим примерно в одно время с аббатом.

## Влияние
22 марта 1522 года в Монсеррат прибыл будущий Игнатий де Лойола. В научной литературе неоднократно обсуждались сходства между «Духовными упражнениями» Лойолы и трудами Сиснероса, вплоть до частичного плагиата. Исследователи больше склоняются к тому мнению, что основатель ордена иезуитов был знаком или непосредственно с работами аббата, или с «Кратким компендием Духовных упражнений».

### Список произведений
- Директорий канонических часов = Directorio de las horas canónicas. — Монсеррат, 1500.
- Сборник упражнений в жизни духовной = Ejercitatorio de la vida espiritual. — Барселона, 1857. — XII, 384 p.